# Hanon Reznikov
Hanon Reznikov (nascido Howard Reznick; Nova Iorque, 23 de setembro de 1950 – Nova Iorque, 3 de maio de 2008) foi um ator, escritor, e co-diretor do Living Theatre de Nova Iorque, junto com Judith Malina, após a morte de Julian Beck em 1985. Casou-se com Malina em 1988.
Embora seu sobrenome de nascimento fosse Reznik, ele trocou para Reznikov, que era o sobrenome de sua família antes da imigração aos Estados Unidos. O seu irmão James Reznick é um cardiologista.
Seu primeiro contato com o Living foi em 1968 quando ainda era estudante de biofísica na Yale University, ele presenciou uma apresentação em Nova Iorque no Lower East Side. Ele entra na companhia em 1977. Ele escreveu e dirigiu muitas das produções do Living, incluindo Anarchia, And Then The Heavens Closed, The Body of God, Capital Changes, Clearing The Streets, Code Orange Cantata, A Dream Of Water, Enigmas, The Rules of Civility, Utopia e The Zero Method.
Sofreu um derrame cerebral em 13 de abril de 2008, seguido por uma pneumonia e foi colocado em coma induzido. Morre de complicações causadas pela pneumonia em 3 de maio de 2008 com 57 anos.